# Mariánský sloup (Jičín)
Mariánský sloup v Jičíně stojí přibližně uprostřed Valdštejnského náměstí. Barokní mariánský sloup  se sochou Panny Marie Immaculaty a čtyřmi sochami andělů od neznámého autora byl postaven v roce 1702. Jako kulturní památka je evidován v Ústředním seznamu kulturních památek České republiky od 3. května 1958.

## Historie
Stavbu Mariánského sloupu na jičínském náměstí iniciovali jezuité. V archivních záznamech lze nalézt podrobné zápisy stavby, která byla zahájena v roce 1702. Po úpravě terénu byl postaven dne 11. května 1702 základní osmiboký podstavec. Slavnostní obřad vedli páter Šebestián Říčan a páter Pavel Pozapo. Městský písař a radní František Lipský přečetl zakládací listinu. Ta byla společně s relikvií a listinou obsahující jména zakládajících církevních a světských osobností uložena do krabičky z olova a vložena do základu stavby. Již 13. května 1702 byl na podstavec vyzdvižen korintský sloup a o dva dny později zde byla umístěna socha Panny Marie. Ta byla vysvěcena při mši v kostele svatého Jakuba. Sice se dochovaly podrobné zápisy z výstavby mariánského sloupu, ale autor zůstal neznámý. Snad „kterýsi pražský sochař“ je zapsáno v knize jezuitské koleje jako poznámka, ale autorem také mohl být jičínský kameník J. Čapek.
Mariánský sloup nestojí uprostřed náměstí, jak bývá zvykem, ale je postaven v jeho jižní části. V té době vyvstal spor mezi vrchností a jezuity o místo, kde a jak bude sloup se sochou postaven. Protože mecenáši stavby byli jezuité, sloup se sochou byl postaven směrem do uličky k jezuitské koleji a kostelu svatého Ignáce. 
Koncem osmnáctého století byly na podstavec přidány sochy andělů. Při opravě sochy v roce 1795 chtělo město Mariánský sloup přenést do středu náměstí. Oprava se uskutečnila. Ale vzhledem k nedostatku financí zůstala stavba na původním místě.

## Popis
Barokní stavba je postavena na osmibokém základu, který tvoří tři schody. Pokračuje podstavcem, který je také osmiboký, se stranami o nestejné šířce. Na čtyřech užších a vystouplých částech podstavce stojí sochy andělů. Uprostřed pokračuje podstavec více než dva metry vysokým hranolem. Na něm stojí šest metrů vysoký sloup s korintskou hlavicí. Na ní spočívá zlacená socha Panny Marie Immaculaty v nadživotní velikosti, stojící na zeměkouli obtočené hadem. Mariánský sloup je ohrazen zdobeným kovaným plotem a osázen lipami.

### Restaurátorské úpravy
V roce 2009 byly vykáceny původní lípy, jejichž kořeny porušovaly základy stavby. Následně byly vysazeny nové, které byly posunuty dále od oplocení o jeden a půl metru. Během téhož roku byly provedeny také restaurátorské opravy.